# Copa d'Àfrica de Nacions 1976
El 1976 es disputà la desena edició de la Copa d'Àfrica de Futbol, a Etiòpia. Es varià el format de la competició, ja que en lloc de semifinals i final es disputà una lligueta final amb els quatre millors on Marroc en resultà vencedor.

## Fase de classificació
Hi participaren aquestes 8 seleccions:
| Equips                | Participacions anteriors                      | Millor resultat             |
| --------------------- | --------------------------------------------- | --------------------------- |
| Egipte                | 6 (1957, 1959, 1962, 1963, 1970 i 1974)       | Campions (1957 i 1959)      |
| Etiòpia (amfitrió)    | 7 (1957, 1959, 1962, 1963, 1965, 1968 i 1970) | Campions (1962)             |
| Guinea                | 2 (1970 i 1974)                               | Primera ronda (1970 i 1974) |
| Marroc                | 1 (1972)                                      | Primera ronda (1972)        |
| Nigèria               | 1 (1963)                                      | Primera ronda (1963)        |
| Sudan                 | 5 (1957, 1959, 1963, 1970 i 1972)             | Campions (1970)             |
| Uganda                | 3 (1962, 1968 i 1974)                         | Quarts (1962)               |
| Zaire (vigent campió) | 5 (1965, 1968, 1970, 1972 i 1974)             | Campions (1968 i 1974)      |

## Seus
| Addis Abeba          | Addis Abeba Dire Dawa | Dire Dawa           |
| Estadi d'Addis Abeba | Addis Abeba Dire Dawa | Estadi de Dire Dawa |
| Capacitat: 30.000    | Addis Abeba Dire Dawa | Capacitat: 18.000   |
|                      | Addis Abeba Dire Dawa |                     |

## Competició

### Primera fase

#### Grup A
| Pos | Equip       | PJ | PG | PE | PP | GF | GC | DG | Pts | Classificació          |
| --- | ----------- | -- | -- | -- | -- | -- | -- | -- | --- | ---------------------- |
| 1   | Guinea      | 3  | 2  | 1  | 0  | 5  | 3  | +2 | 5   | Avança a la fase final |
| 2   | Egipte      | 3  | 1  | 2  | 0  | 4  | 3  | +1 | 4   | Avança a la fase final |
| 3   | Etiòpia (H) | 3  | 1  | 1  | 1  | 4  | 3  | +1 | 3   |                        |
| 4   | Uganda      | 3  | 0  | 0  | 3  | 2  | 6  | −4 | 0   |                        |

| Etiòpia                    | 2–0 | Uganda |
| -------------------------- | --- | ------ |
| Sheferahu 2' · Tesfaye 83' |     |        |

| Egipte    | 1–1 | Guinea              |
| --------- | --- | ------------------- |
| Basri 43' |     | B. Sylla 44' (pen.) |

| Egipte                | 2–1 | Uganda   |
| --------------------- | --- | -------- |
| Abdou 26' · Basri 32' |     | Obua 21' |

| Etiòpia       | 1–2 | Guinea                        |
| ------------- | --- | ----------------------------- |
| Sheferahu 40' |     | N'Jo Léa 15' · Petit Sory 85' |

| Guinea                  | 2–1 | Uganda     |
| ----------------------- | --- | ---------- |
| N'Jo Léa 2' · Sylla 20' |     | Muguwa 85' |

| Etiòpia | 1–1 | Egipte      |
| ------- | --- | ----------- |
| Ali 46' |     | Shehata 26' |

#### Grup B
| Pos | Equip   | PJ | PG | PE | PP | GF | GC | DG | Pts | Classificació          |
| --- | ------- | -- | -- | -- | -- | -- | -- | -- | --- | ---------------------- |
| 1   | Marroc  | 3  | 2  | 1  | 0  | 6  | 3  | +3 | 5   | Avança a la fase final |
| 2   | Nigèria | 3  | 2  | 0  | 1  | 6  | 5  | +1 | 4   | Avança a la fase final |
| 3   | Sudan   | 3  | 0  | 2  | 1  | 3  | 4  | −1 | 2   |                        |
| 4   | Zaire   | 3  | 0  | 1  | 2  | 3  | 6  | −3 | 1   |                        |

| Nigèria                                             | 4–2 | Zaire                  |
| --------------------------------------------------- | --- | ---------------------- |
| Mohammed 28', 44' · Ojebode 37' (pen.) · Usiyan 90' |     | Kabasu 51' · Ekofa 58' |

| Marroc                  | 2–2 | Sudan                  |
| ----------------------- | --- | ---------------------- |
| Chérif 1' · Abouali 58' |     | Gagarin 9', 79' (pen.) |

| Nigèria   | 1–0 | Sudan |
| --------- | --- | ----- |
| Usiyan 8' |     |       |

| Marroc       | 1–0 | Zaire |
| ------------ | --- | ----- |
| Zahraoui 80' |     |       |

| Marroc                            | 3–1 | Nigèria     |
| --------------------------------- | --- | ----------- |
| Faras 8' · Tazi 19' · Chebbak 81' |     | Ojebode 81' |

| Zaire       | 1–1 | Sudan       |
| ----------- | --- | ----------- |
| Mulamba 41' |     | Gagarin 14' |

 Estadi de Dire Dawa, Dire Dawa

### Fase final
| Pos | Equip   | PJ | PG | PE | PP | GF | GC | DG | Pts | Classificació |
| --- | ------- | -- | -- | -- | -- | -- | -- | -- | --- | ------------- |
| 1   | Marroc  | 3  | 2  | 1  | 0  | 5  | 3  | +2 | 5   | Campions      |
| 2   | Guinea  | 3  | 1  | 2  | 0  | 6  | 4  | +2 | 4   |               |
| 3   | Nigèria | 3  | 1  | 1  | 1  | 5  | 5  | 0  | 3   |               |
| 4   | Egipte  | 3  | 0  | 0  | 3  | 5  | 9  | −4 | 0   |               |

| Guinea     | 1–1 | Nigèria   |
| ---------- | --- | --------- |
| Camara 88' |     | Lawal 55' |

| Marroc                   | 2–1 | Egipte         |
| ------------------------ | --- | -------------- |
| Faras 23' · Zahraoui 88' |     | Abou Rehab 34' |

| Marroc                  | 2–1 | Nigèria      |
| ----------------------- | --- | ------------ |
| Faras 82' · Guezzar 87' |     | Mohammed 57' |

| Guinea                                               | 4–2 | Egipte                     |
| ---------------------------------------------------- | --- | -------------------------- |
| N'Jo Léa 24', 65' · Sultan 53' (p.p.) · M. Sylla 62' |     | Abdou 33' · El-Seyagui 86' |

| Nigèria                      | 3–2 | Egipte                    |
| ---------------------------- | --- | ------------------------- |
| Ilerika 35', 62' · Lawal 82' |     | El Khatib 7' · Khalil 86' |

| Guinea         | 1–1 | Marroc   |
| -------------- | --- | -------- |
| Souleymane 33' |     | Baba 86' |

## Campió
| Guanyador de Copa d'Àfrica 1976 |
| ------------------------------- |
| · Marroc · Primer títol         |

## Golejadors
4 gols
- N'Jo Léa

3 gols
- Ahmed Faras
- Baba Otu Mohammed
- Ali Gagarin

2 gols
- Mustafa Abdou
- Taha Basri
- Solomon Sheferahu
- Abdelâali Zahraoui
- Haruna Ilerika
- Muda Lawal
- Sam Ojebode
- Thompson Usiyan
- Bengally Sylla

1 gol
- Ahmed Abou Rehab
- Hassan Shehata
- Mahmoud El Khatib
- Mohamed El-Seyagui
- Osama Khalil
- Mohamed Ali
- Tesfaye Seyoum
- Papa Camara
- Chérif Souleymane
- Petit Sory
- Morciré Sylla
- Ahmed Abouali
- Mustapha "Chérif" Fetoui
- Redouane Guezzar
- Larbi Chebbak
- Ahmed "Baba" Makrouh
- Abdellah Tazi
- Denis Obua
- Jimmy Muguwa
- Kabasu Babo
- Mbungu Ekofa
- Ndaye Mulamba

En pròpia porta
- Ghanem Sultan (contra Guinea)

## Equip ideal de la CAF
Porter
- Mohammed Al-Hazaz

Defenses
- Mustapha "Chérif" Fetoui
- Mustafa Younis
- Chérif Souleymane
- Djibril Diara

Mitjos
- ... Tolde
- Farouk Gaafar
- Haruna Ilerika
- Kunle Awesu

Davanters
- Petit Sory
- Ahmed Faras